# Hylocereus ocamponis
Hylocereus ocamponis är en kaktusväxtart som först beskrevs av Salm-dyck, och fick sitt nu gällande namn av Nathaniel Lord Britton och Joseph Nelson Rose. Hylocereus ocamponis ingår i släktet Hylocereus och familjen kaktusväxter. Inga underarter finns listade i Catalogue of Life.

## Bildgalleri

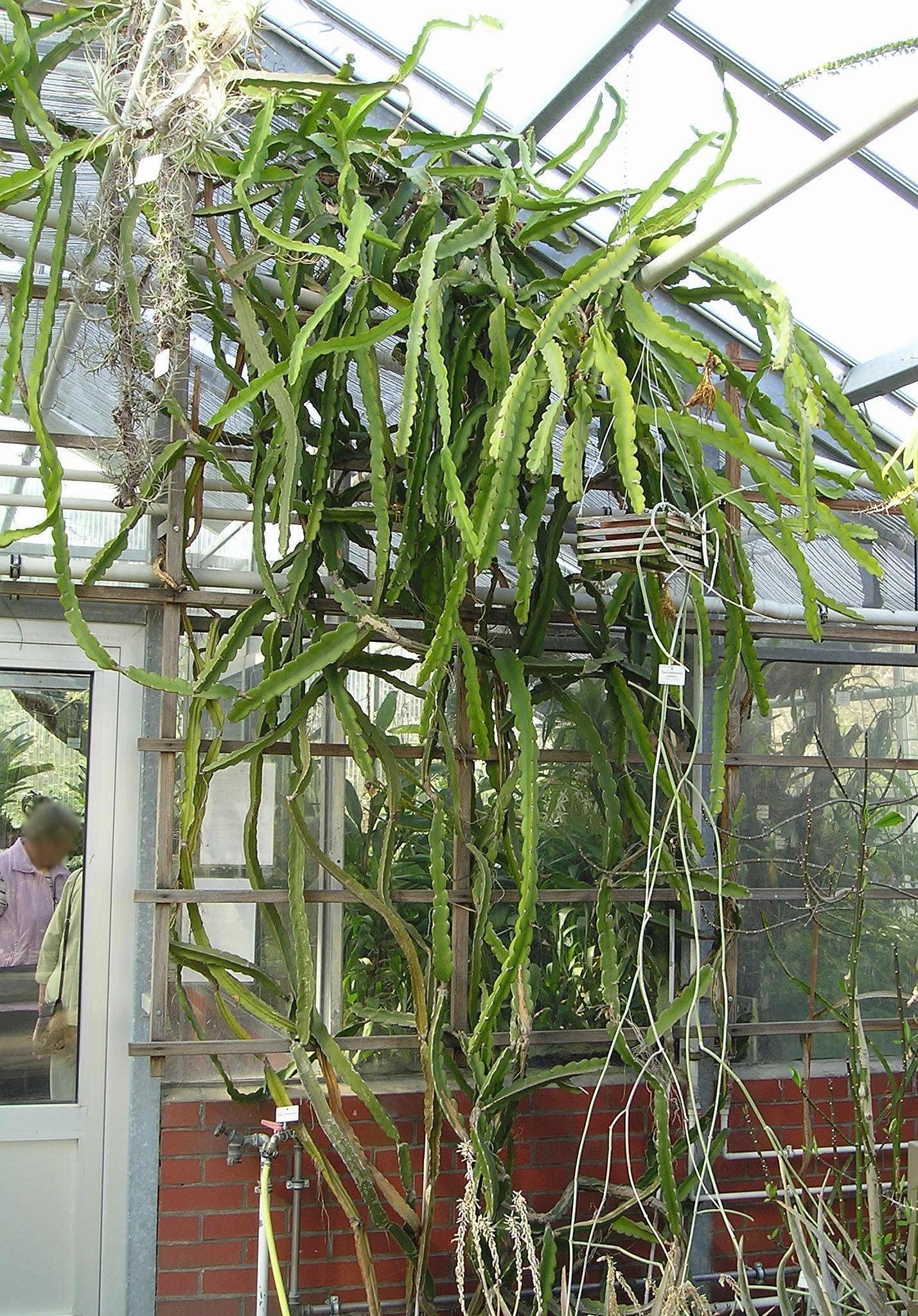
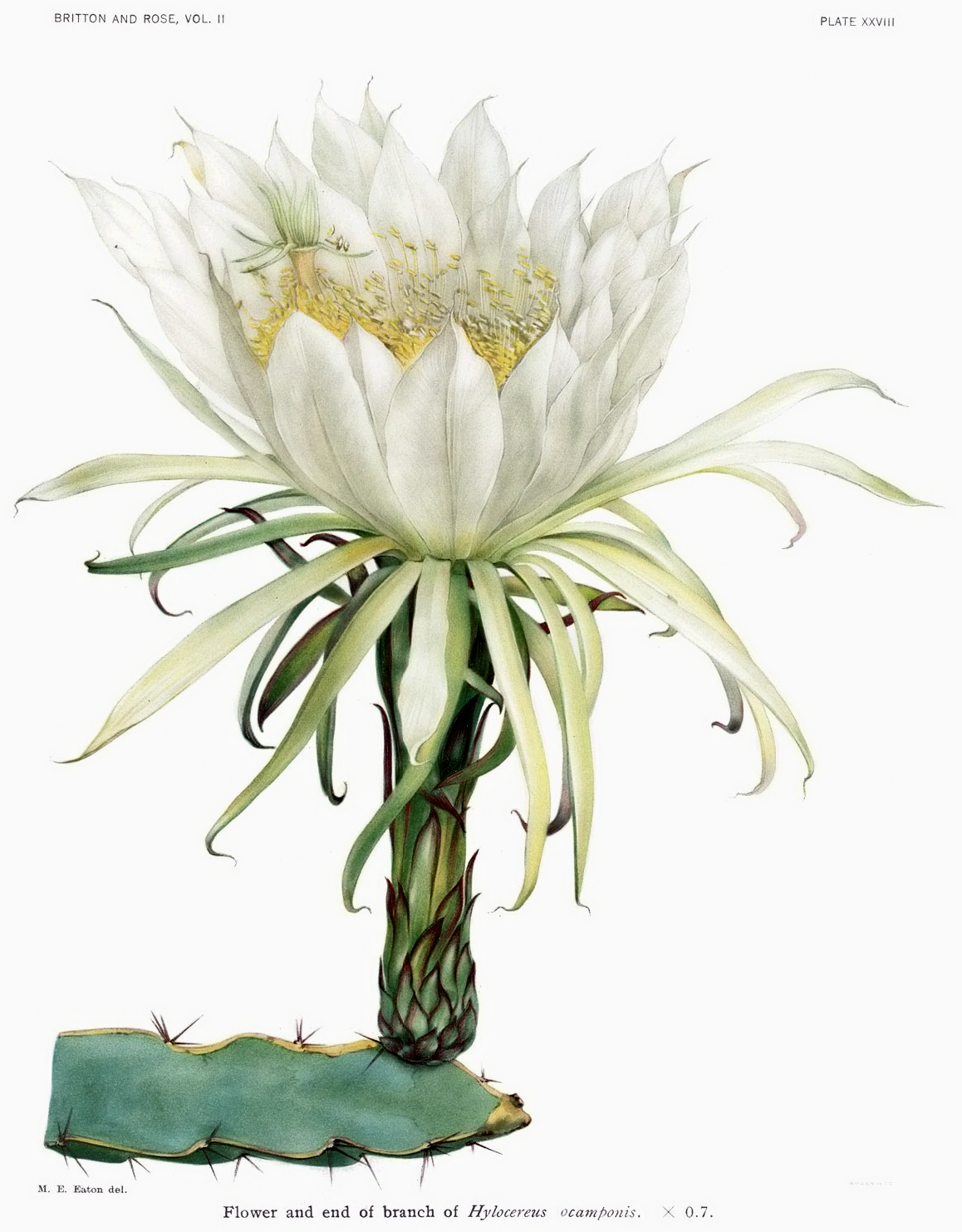
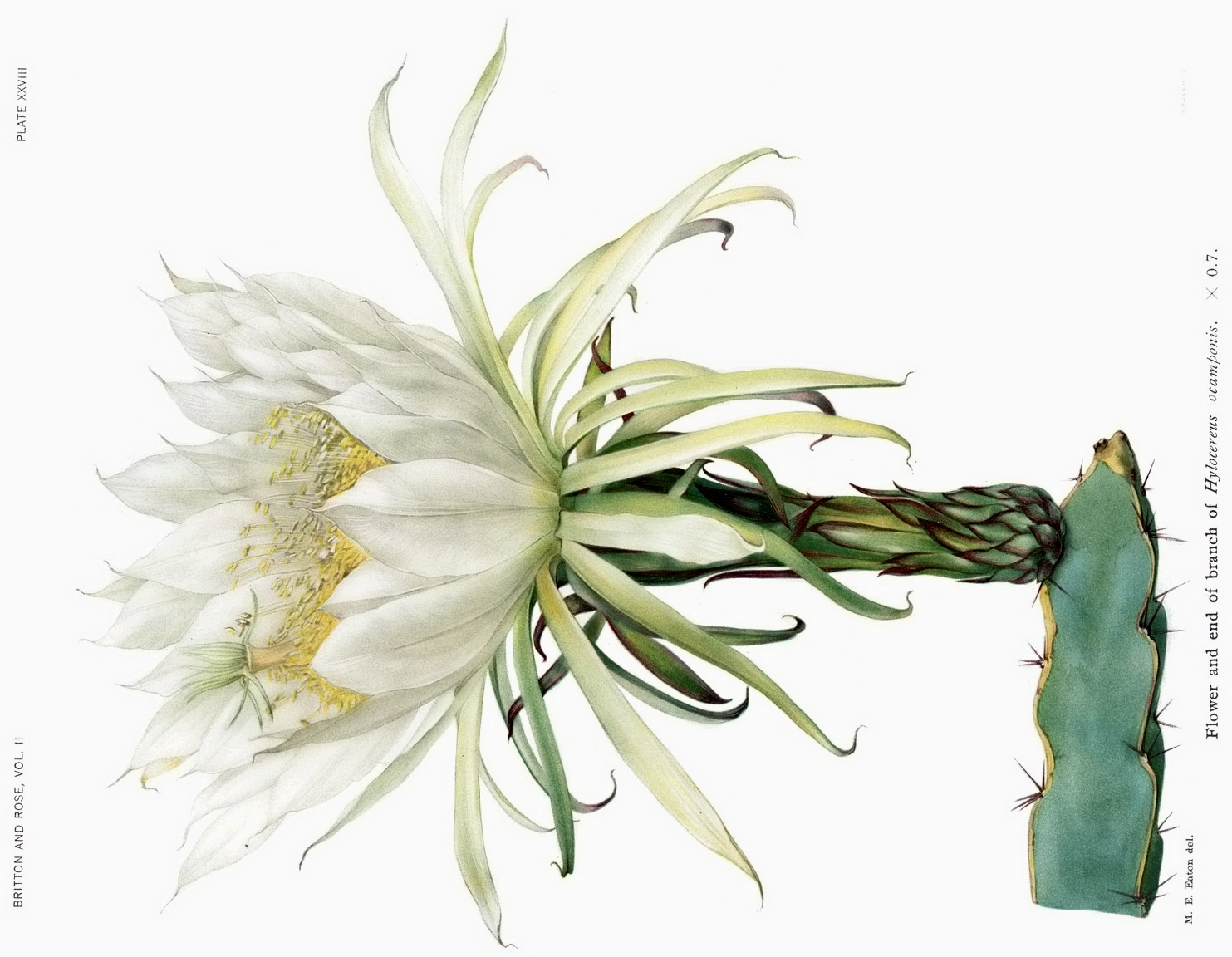